# Okamura N-52
O Okamura N-52 é uma aeronave esportiva de asa baixa, com assentos lado a lado, que foi projetada no Japão por estudantes.

## Desenvolvimento
O N-52 começou como um experimento de design na Universidade Nihon. Três células de teste foram financiadas pela Asahi Press para análise.

## Projeto
O N-52 é movido por um motor Continental A-65. A aeronave possui uma única cabine aberta com assentos lado a lado e trem de pouso convencional. A aeronave foi projetada para acomodar motores de até 100 HP (75 kW). A controlabilidade com um motor de 65 hp (48 kW) foi considerada lenta.

## Especificações (Okamura N-52)
Dados de: Sport Aviation
Descrições gerais
- Tripulação: 1 piloto
- Capacidade: 1 passageiro
- Comprimento: 5,99 m (20 ft)
- Envergadura: 8,61 m (28 ft)
- Altura: 2,59 m (8,5 ft)
- Área alar: 12 m² (129 ft²)
- Peso vazio: 299 kg (659 lb)
- Peso bruto (carregado): 499 kg (1 100 lb)

Motorização
- Número de motores: 1x
- Tipo do motor: Continental A-65 boxer de quatro cilindros
- Potência por motor: 65 hp (48,5 kW)

Performance
- Velocidade máxima: 180 km/h (112 mph)
- Razão de subida: 2.8 m/s